# Clássica de San Sebastián feminina de 2019
A 1.ª edição da Clássica de San Sebastián feminina celebrou-se a 3 de agosto de 2019 sobre um percurso de 127,1 km com início e final na cidade de San Sebastián na Espanha.
A corrida fez parte do Calendário UCI Feminino de 2019 como concorrência de categoria 1.1 e foi vencida pela ciclista australiana Lucy Kennedy da equipa Mitchelton-Scott. O pódio completaram-no as neerlandesas Janneke Ensing da equipa WNT-Rotor e Pauliena Rooijakkers da equipa CCC-Liv.

## Equipas
Tomaram a saída um total de 18 equipas de categoria UCI Team Feminino. As equipas participantes foram:
| Equipes femininas profissionais (18)- Alé Cipollini - BePink - Bizkaia-Durango - BTC City Ljubljana - CCC-Liv - Charente-Maritime Women Cycling - Cogeas-Mettler - Doltcini-Van Eyck Sport - Eneicue - Massi Tactic - Mitchelton-Scott - Movistar Team - Servetto-Piumate-Beltrami TSA - Sopela - Valcar Cylance - WNT-Rotor Pro Cycling - FDJ-Nouvelle Aquitaine-Futuroscope - Minsk Cycling Club |
| |

## Classificações finais
As classificações finalizaram da seguinte forma:

### Classificação geral
| \| Classificação geral \| Classificação geral \| Classificação geral \| Classificação geral \| Classificação geral \| \| Ciclista \| Ciclista \| Equipe \| Tempo \| \| \| ------------------- \| -------------------- \| ------------------------------------ \| ------------------- \| ------------------- \| \| 1. \| Lucy Kennedy[2] \| Mitchelton-Scott \| 3h38m04s \| \| \| 2. \| Janneke Ensing \| WNT-Rotor Pro Cycling \| + 23s \| \| \| 3. \| Pauliena Rooijakkers \| CCC-Liv \| + 1m04s \| \| \| 4. \| Anastasia Chursina \| BTC City Ljubljana \| + 1m04s \| \| \| 5. \| Edwige Pitel \| Cogeas-Mettler-Look Pro Cycling Team \| + 1m06s \| \| \| 6. \| Lourdes Oyarbide \| Movistar Team \| + 1m12s \| \| \| 7. \| Na Ah-reum \| Alé Cipollini \| + 1m38s \| \| \| 8. \| Kathrin Hammes \| WNT-Rotor Pro Cycling \| + 1m38s \| \| \| 9. \| Hanna Nilsson \| BTC City Ljubljana \| + 1m38s \| \| \| 10. \| Alessia Vigilia \| Valcar Cylance \| + 2m04s \| \| |                      |                                      |          |
| |                      |                                      |          |
| Fonte: ProCyclingStats |                      |                                      |          |
| Classificação geral |                      |                                      |          |
| Ciclista | Ciclista             | Equipe                               | Tempo    |
| 1. | Lucy Kennedy         | Mitchelton-Scott                     | 3h38m04s |
| 2. | Janneke Ensing       | WNT-Rotor Pro Cycling                | + 23s    |
| 3. | Pauliena Rooijakkers | CCC-Liv                              | + 1m04s  |
| 4. | Anastasia Chursina   | BTC City Ljubljana                   | + 1m04s  |
| 5. | Edwige Pitel         | Cogeas-Mettler-Look Pro Cycling Team | + 1m06s  |
| 6. | Lourdes Oyarbide     | Movistar Team                        | + 1m12s  |
| 7. | Na Ah-reum           | Alé Cipollini                        | + 1m38s  |
| 8. | Kathrin Hammes       | WNT-Rotor Pro Cycling                | + 1m38s  |
| 9. | Hanna Nilsson        | BTC City Ljubljana                   | + 1m38s  |
| 10. | Alessia Vigilia      | Valcar Cylance                       | + 2m04s  |